# 光明港琼甜茶馆
光明港琼甜茶馆是中国西藏自治区拉萨市城关区的一家藏式甜茶馆，位于拉萨市城关区丹杰林路附近。由于过去条件简陋，该茶馆被藏民戏称为“纸盒子茶馆”。其原址位于藏医院路，后于2006年搬迁至丹杰林路。